# Closterium
Closterium is een geslacht van algen uit de groep van sieralgen (Desmidiales), die ongeveer 300 soorten omvat.

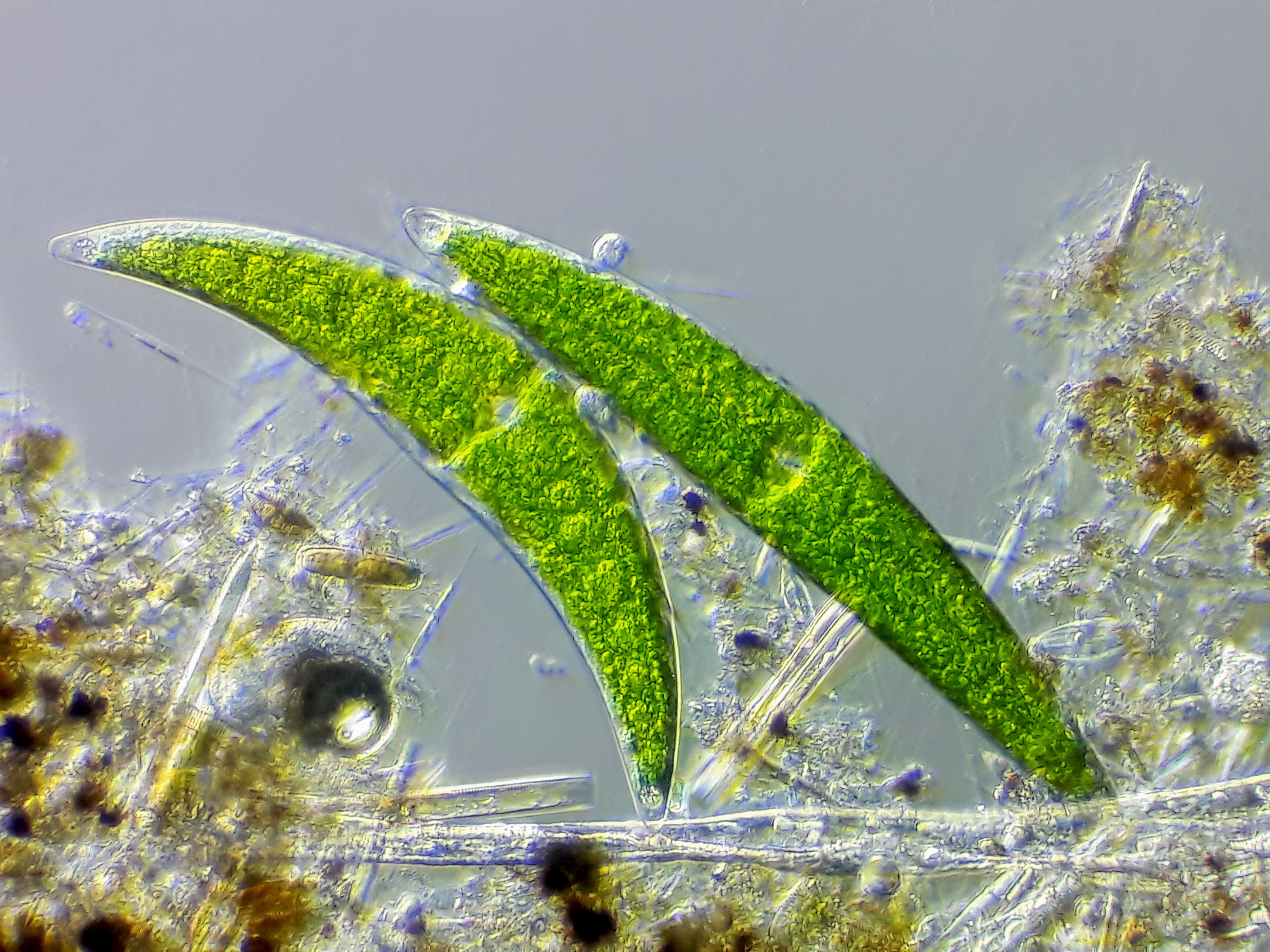

## Kenmerken
Closterium zijn eencellige en niet-gecultiveerde algen. De cellen zijn meestal gebogen, zelden recht. Ze zijn niet afgeplat en hebben daarom een ronde doorsnede en geen centrale vernauwing (sinus). Ze hebben twee chloroplasten die in doorsnede stervormig zijn. Longitudinale ribbels en de centraal geplaatste pyrenoïden zijn zichtbaar in het zijaanzicht. De kern zit in het midden van de cel. De vacuolen bevinden zich aan de twee uiteinden van de cel en bevatten kristallen, die trillende bewegingen uitvoeren als gevolg van de Brownse moleculaire beweging. Aan de celuiteinden kunnen de algen slijm uitscheiden via de poriën, waardoor de cellen beter kunnen kruipen. De celwanden hebben ornamenten: strepen, stippen, maar nooit stekels of wratten. Bij sommige soorten zijn er cilindrische segmenten, de gordels, in het midden van de cel.

## Voortplanting
Ongeslachtelijke voortplanting vindt plaats op de manier die kenmerkend is voor sieralgen. Seksuele voortplanting vindt plaats door middel van vervoeging. Per cel worden één tot twee gameten gevormd. De zygoten hebben een glad, meer zelden een wratachtig oppervlak. Ze zijn bolvormig, rechthoekig of elliptisch, de oude celwanden zitten vaak nog vast aan de zygote. De zygote ontkiemt met reductiedeling. Afhankelijk van het type zijn de cellen tussen de 25 en 900 micrometer lang en 5 tot 100 micrometer in diameter. De soorten verschillen in celvorm, de aan- of afwezigheid van gordelbanden, het aantal gameten, de vorm en het oppervlak van de zygote en de opstelling of het aantal pyrenoïden.

## Verspreiding
Het geslacht komt wereldwijd veel voor (kosmopolitisch). De soort leeft benthisch of in plankton, meestal in stilstaande, oligotrofe tot eutrofe wateren. Ze worden vaak gevonden in heidevelden.

## Soorten
- C. acerosum
- C. calosporum
  - C. calosporum var. himalayense
- C. cornu
- C. ehrenbergii
- C. gracile
- C. incurvum
- C. littorale
- C. lunula
- C. moniliferum
- C. navicula
- C. peracerosum
- C. peracerosum-strigosum-littorale complex
- C. pleurodermatum
- C. pusillum
- C. selenastrum
- C. setaceum
- C. spinosporum
- C. tumidum
- C. venus
- C. wallichii